# 1977 en fantasy
| Années de la fantasy : 1974 - 1975 - 1976 - 1977 - 1978 - 1979 - 1980    |
| Décennies de la fantasy : 1940 - 1950 - 1960 - 1970 - 1980 - 1990 - 2000 |

L'année 1977 a été marquée, en matière de fantasy, par les événements suivants.

## Naissances et décès

### Naissances
- 12 mai : Jean-Sébastien Guillermou, écrivain français.

## Romans - Recueils de nouvelles ou anthologies - Nouvelles

### Romans
- La Chanteuse-dragon de Pern (Dragonsinger), roman d'Anne McCaffrey et appartenant au cycle de la Ballade de Pern ;

- Lord Foul's Bane, premier tome des Chroniques de Thomas Covenant (The Chronicles of Thomas Covenant, the Unbeliever), série littéraire de Stephen R. Donaldson ;
- L'Épée de Shannara (The Sword of Shannara), roman de Terry Brooks ;
- Magie sombre, roman de Gilles Thomas, publié sous le nom de Julia Verlanger ;
- Le Silmarillion (The Silmarillion), récit posthume de J. R. R. Tolkien.

### Recueils de nouvelles
- Elric le nécromancien (The Weird of the White Wolf), recueil de nouvelles écrites par Michael Moorcock ;
- L'Épée noire (The Bane of the Black Sword), recueil de nouvelles de Michael Moorcock ;
- La Magie des glaces (Swords and Ice Magic), recueil de nouvelles écrites par Fritz Leiber et appartenant au Cycle des épées.

## Films ou téléfilms
- The Hobbit, téléfilm d'animation musical américano-japonais réalisé par Jules Bass et Arthur Rankin Jr.

## Bandes dessinées, dessins animés, mangas
- Création de Thorgal qui débute en mars 1977 dans Le Journal de Tintin.

## Revues ou magazines
- Lancement de Heavy Metal, magazine américain de bande dessinée de science-fiction et de fantasy, en avril 1977.